# Гонсалес, Фабио
Фабио Гонсалес Эступиньян (исп. Fabio González Estupiñán; род. 12 февраля 1997, Инхенио, Канарские острова) — испанский футболист, полузащитник клуба «Тенерифе».

## Клубная карьера
Гонсалес — воспитанник клуба «Лас-Пальмас». В 2016 году игрок начал выступать за дублирующий состав. 26 августа 2017 года в матче против «Атлетико Мадрид» он дебютировал в Ла Лиге. По итогам сезона клуб вылетел в Сегунду, но игрок остался в команде и в 2023 году вновь помог ей вернуться в элиту. 